# Piptomeris scoparia
Piptomeris scoparia là một loài thực vật có hoa trong họ Đậu. Loài này được (R. Br.) Greene miêu tả khoa học đầu tiên năm 1893.